# 물리변화
물리변화(physical change)는 화학물질 형태에는 영향을 주지만 그에 속한 화학 조성은 영향을 주지 않는 변화이다. 물리변화는 혼합물을 구성화합물과 분리하기 위해 사용되지만, 보통은 화합물을 화학성분이나 더 단순한 화합물로 분리시키기 위해 사용되지는 않는다.

## 같이 보기
- 물리적 성질

물리 변화의 예로는
아이스크림이 녹는 것과 컵이 깨지는 현상을 말한다.